# سیارک ۲۲۹۲۵۵
سیارک ۲۲۹۲۵۵ (به انگلیسی: 229255 Andrewelliott، نامگذاری:2005AJ)۲۲۹۲۵۵مین سیارک کشف شده‌است که در ۰۴ ژانویه ۲۰۰۵ کشف شد.